# Aéroport de Ziguinchor
L'aéroport de Ziguinchor est un aéroport du Sénégal, situé à Ziguinchor en Casamance.

## Histoire
Il a été mis en service en 1950.
Depuis 1993, il essuie du fait de sa situation au Sud de la ville des tirs de roquette de la part d'éléments séparatistes Casamançais. Il n'y a plus eu d'affrontements entre les séparatistes et l'armée sénégalaise autour de la ville de Ziguinchor depuis la fin des années 2000. Aujourd'hui un climat de paix s'est installé en Casamance et favorise le retour aux activités économiques. L'aéroport est fermé  et toujours en travaux depuis 2 ans. La date de réouverture ne cesse d'être repoussée.

## Situation
| \| 50 km1:10 137 000 \| Saint-Louis · XLS Ziguinchor Dakar · DKR Dakar · DSS Kolda Cap Skirring Kédougou Tambacounda Linguère Kaolack |
| 50 km1:10 137 000 |

## Compagnies aériennes et destinations

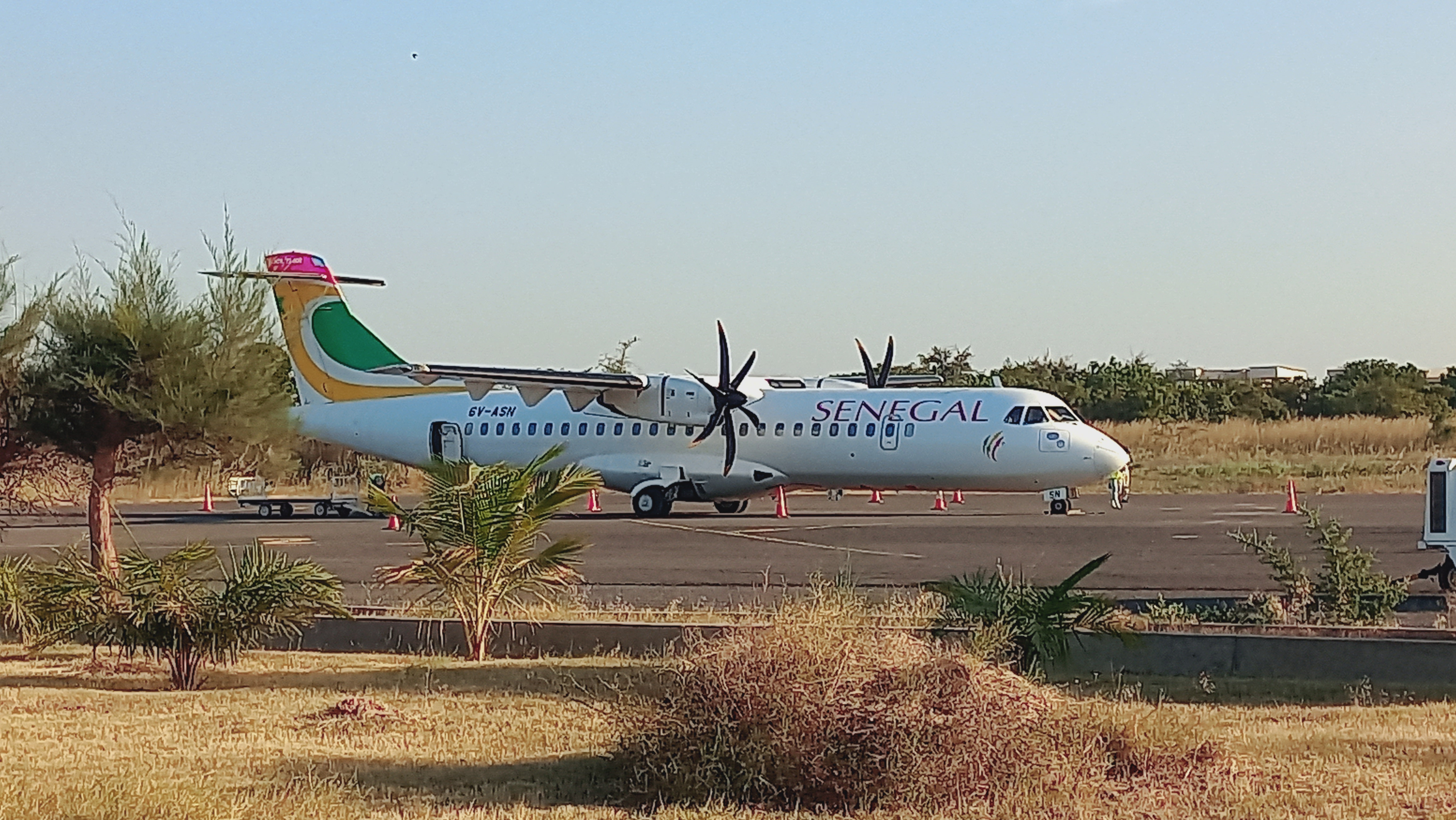
ATR 72-600 sur le tarmac de l'aéroport.

| Compagnies  | Destinations    |
| ----------- | --------------- |
| Air Sénégal | Dakar-B. Diagne |
| Transair    | Dakar-B. Diagne |

Actualisé le 5/08/2023

## Caractéristiques
Les travaux d'agrandissement qui s'achèvent en mars / avril 2024, devraient permettre l'accueil d'avions moyen et gros porteurs (piste rallongée à 2500 mètres).
La mise en place d'un vol charter hebdomadaire Paris-Marseille-Ziguinchor est annoncée pour octobre 2007.